# IBOT
iBOT é um equipamento para deficientes físicos, onde sobe escadas, rampas, deixa a pessoa em pé, e várias outras funções.
Foi criado por Dean Kamen, que também criou o aparelho Segway.
O desenvolvimento do iBOT começou em 1990 com os primeiros protótipos funcionais disponíveis em 1992. No final de 1994, a DEKA assinou um acordo com a Johnson & Johnson para fabricar a unidade, com a Johnson & Johnson pagando por toda a pesquisa e desenvolvimento subsequente com a DEKA recebendo uma taxa de royalties menor do que eles normalmente fariam em troca de seus direitos de retenção de todas as aplicações não médicas da tecnologia. Grande parte do trabalho de fabricação para o que era então um "Projeto FRED" muito secreto foi feito em uma fábrica da SCI (agora Sanmina SCI) em Lacy's Spring, Alabama, perto da sede corporativa da SCI em Huntsville, Alabama. A SCI fez parceria com a Criticon (dispositivos médicos Johnson & Johnson) para desenvolver e fabricar. O desenvolvimento do iBOT foi realizado na DEKA em Manchester, NH.